# Max Verboeket
Maximiliaan Leo Hubert Maria (Max) Verboeket (Hoensbroek, 8 juli 1922 - Maastricht, 23 januari 2015) was een Nederlands graficus, industrieel ontwerper en docent toegepaste kunst.

## Biografische schets
Max Verboeket groeide op in het Limburgse Hoensbroek. Tijdens de Tweede Wereldoorlog was hij gedwongen onder te duiken om tewerkstelling in Duitsland te ontlopen. Na de oorlog volgde hij een opleiding aan de Kunstnijverheidsschool in Maastricht, de voorloper van de Academie Beeldende Kunsten Maastricht. Daarna studeerde hij grafische vormgeving aan de Jan van Eyck Academie. Na zijn studie volgden studiereizen naar Rome en Parijs.
In de periode 1954-1972 was hij in vaste dienst bij de Kristalunie te Maastricht. Hij was de opvolger van Willem Jacob Rozendaal, hoewel die al jaren weg was bij het bedrijf. 
Verboeket heeft een aantal verschillende glasserviezen ontworpen. Het glasservies "Carnaval", dat in 1956 werd geïntroduceerd, was het meest succesvol. Dit was een gekleurd servies, althans de kelk was gekleurd. Het was een zeer uitgebreid servies, met 22 verschillende modellen. Elk model werd per 6 stuks in 6 verschillende kleuren geleverd. Deze 6 kleuren zorgden voor eenheid.
In 1958 ontving Verboeket de Signe d'Or Industriel, de gouden medaille van de Brusselse Expo 58 voor zijn glasservies "Bouquet". Ontwerpen voor vazen en schalen werden in de jaren 1960 steeds grilliger van vorm en kleur. De grilligheid bereikte zijn top in de serie "kristalunieKen".
Verboeket werd in 1969 docent aan de Stadsacademie voor Toegepaste Kunsten in Maastricht (Academie Beeldende Kunsten). Drie jaar later nam hij ontslag bij de Kristalunie, nadat dat bedrijf was gefuseerd met de Vereenigde Glasfabrieken en steeds meer overschakelde op de fabricage van industrieel (verpakkings)glas.
Na zijn pensionering werkte Verboeket jarenlang vrijwillig als tuinman in de schooltuin van de Openbare School Binnenstad in Maastricht.
Max Verboeket was bijna 60 jaar gehuwd met Gerda Peters.

## Nalatenschap
De ontwerpen van Max Verboeket bevinden zich in een groot aantal musea en particuliere collecties in Nederland en daarbuiten, waaronder het Centre Céramique in Maastricht, het Nationaal Glasmuseum in Leerdam, het Design Museum Gent en het Kunst- und Kulturarchiv Düsseldorf. Het Discovery Center Continium in Kerkrade bezit 28 kristalunieKen, wellicht de meest complete collectie.

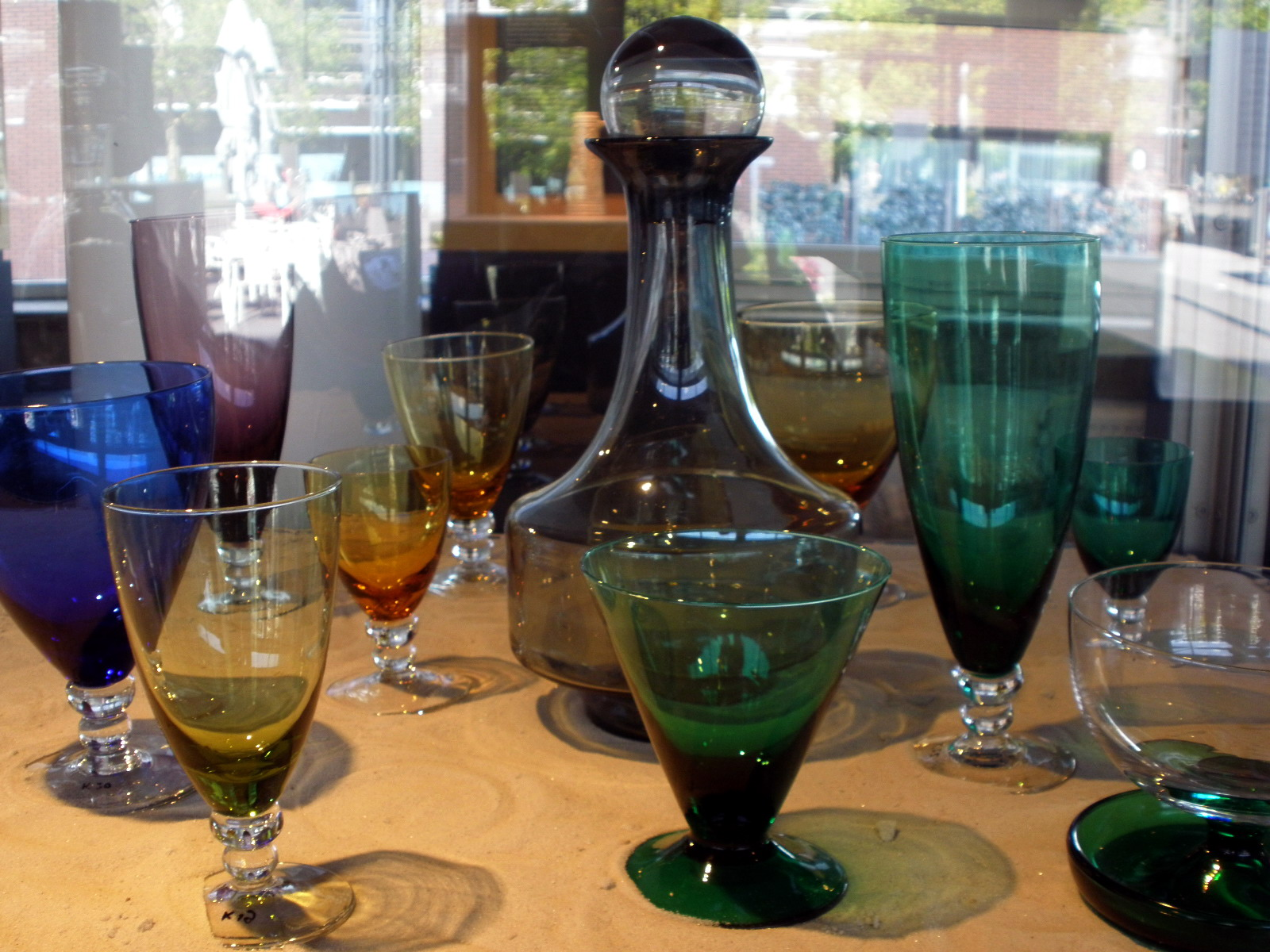
Glasservies "Carnaval" (Centre Céramique, Maastricht)
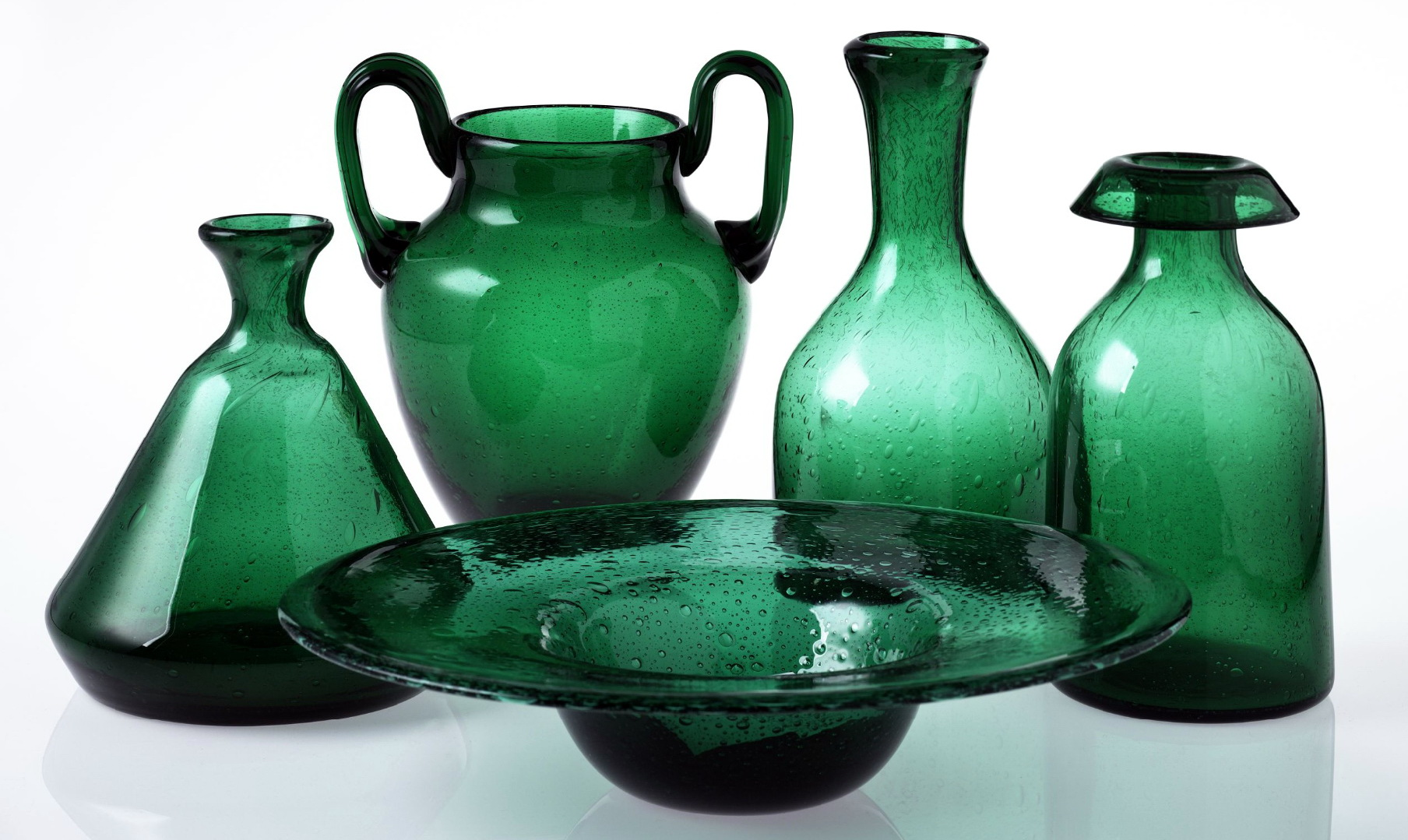
Glasensemble "Antiqua" (Nationaal Glasmuseum, Leerdam)
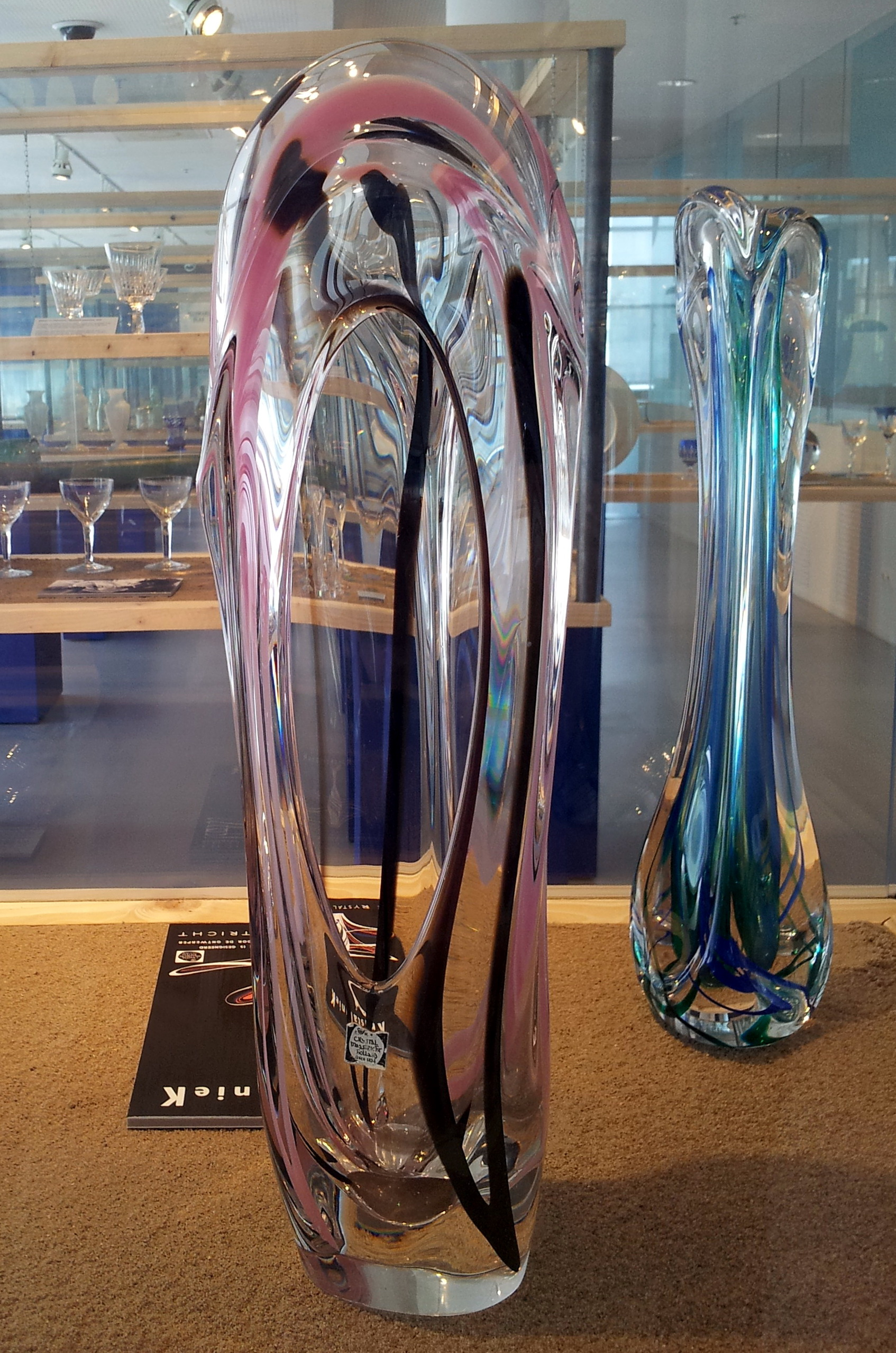
KristalunieKen (Centre Céramique, Maastricht)
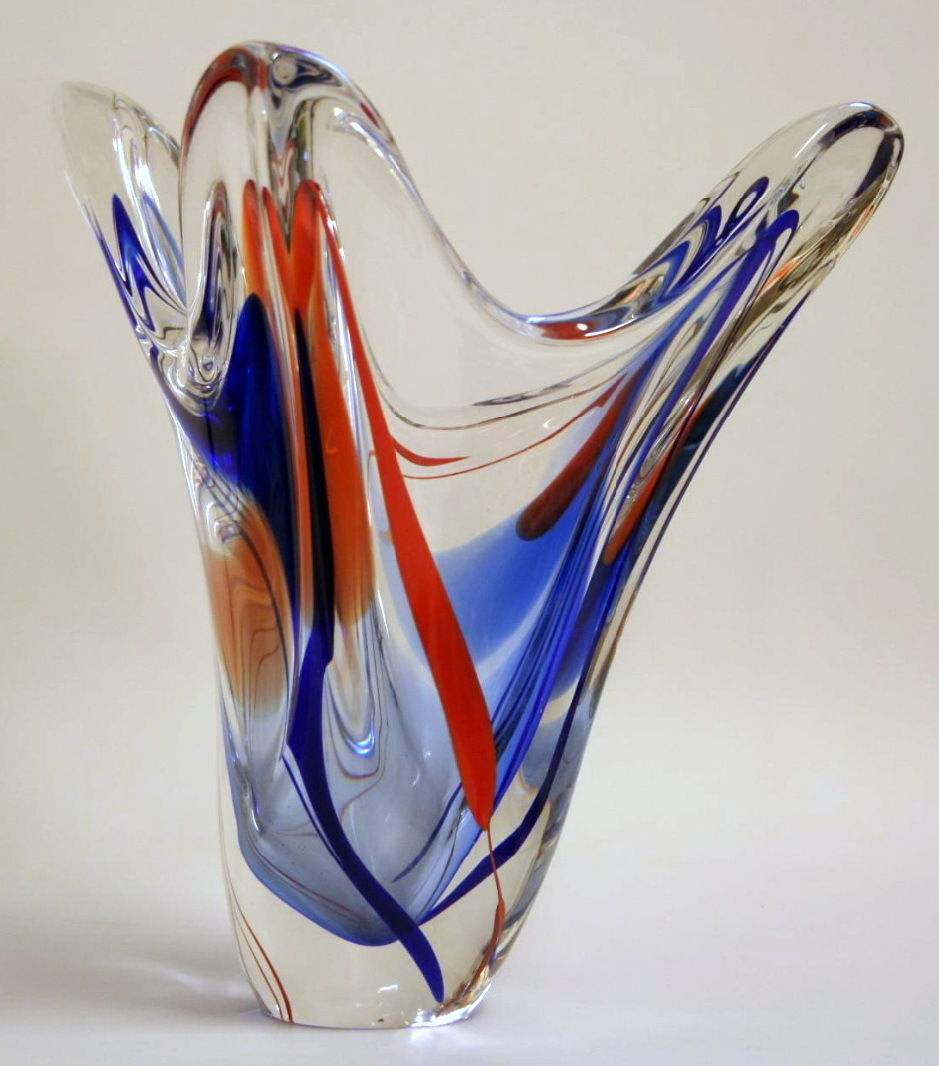
KristalunieK M (Nationaal Glasmuseum, Leerdam)